# Lacconectus schawalleri
Lacconectus schawalleri är en skalbaggsart som beskrevs av Michel Brancucci och Gusich 2004. Lacconectus schawalleri ingår i släktet Lacconectus och familjen dykare. Inga underarter finns listade i Catalogue of Life.